# Lyndsey Van Belle
Lyndsey Van Belle, née le 31 août 2003 en Belgique, est une footballeuse internationale belge. Elle évolue actuellement à La Gantoise comme défenseure.

## Biographie

### En sélection
Le 12 juin 2021, elle honore sa première sélection avec la Belgique lors d'un match amical à Wiltz contre le Luxembourg (victoire 1-0). Avec une équipe constituée principalement de jeunes joueuses, elle est titulaire et est remplacée à la 60e minute par Estée Cattoor.